# Syndroom van Pierre Robin
Het syndroom van Pierre Robin of de sequentie van Pierre Robin is vernoemd naar de Franse mondarts Pierre Robin (1867-1950), die zich bezighield met de behandeling van patiënten met luchtwegaandoeningen samenhangend met een gespleten gehemelte (schisis). Behalve een gespleten gehemelte wordt het syndroom gekenmerkt door een kleine onderkaak en een achter in de keel liggende tong. Deze drie afwijkingen zorgen ervoor dat er levensbedreigende luchtwegbeperkingen kunnen optreden. De problemen manifesteren zich meestal vlak na de geboorte.
In 1902 beschrijft Robin voor het eerst het gebruik van een rubberen beugel ('monobloc') voor het openhouden van de luchtweg van deze patiënten. Zijn behandelingsmethode vindt echter nauwelijks enige navolging, ware het niet dat die in 1985 weer wordt herontdekt en sindsdien als mandibulair repositieapparaat (MRA) wereldwijd een enorme revival beleeft bij de behandeling van patiënten met ademhalingsproblemen tijdens de slaap (snurken en obstructieve slaapapneu).
Vanaf 1908 gaat de Deen Viggo Andresen, professor in de orthodontie in Oslo, de ontwikkeling van de onderkaak en het ondergebit bij groeiende kinderen orthodontisch naar voren stimuleren met behulp van een beugel, die erg veel lijkt op het monobloc van Robin. Andresen noemt de beugel activator. De activator, die in Nederland ook vaak blokbeugel wordt genoemd, is tegenwoordig een van de meest gebruikte beugels in de orthodontie.